# Si tú me quisieras (canción de Mon Laferte)
Si tú me quisieras es la novena canción y cuarto sencillo del álbum Mon Laferte Vol.1, de la cantautora chilenomexicana Mon Laferte.

## Acerca de la canción
La canción fue incluida el álbum Mon Laferte Vol. 1, en su reedición de agosto de 2015 bajo el sello de Disco Valiente (subsidiaria de Universal Music México), no estaba incluida en la primera edición del álbum lanzado de forma independiente en enero del mismo año. Sin embargo dicha canción había sido cantada en presentaciones en vivo, anteriores a su publicación.

## Video musical
El video musical fue grabado en Ciudad de México, donde participan la Mon Laferte y su banda, dirigido por Gamaliel De Santiago, muestra a Mon Laferte en un departamento en Tlatelolco, luego sale a recorrer la ciudad tocando su guitarra, los músicos de su banda se van sumando su marcha, paseando por un mercado, subiendo al taxi y llegando al cabaret Barba azul, finalizando luego de una pelea detenida junto a su banda y otros invitados en el video, cambiando en cada escena de vestimenta, en el video participan Juan Cirerol, Charlie Montanna, Vincent Van Rock, Mario Gutiérrez de los Ángeles Negros, Marcela Viejo y la vedete Lyn May. El video termina con una variación a la letra del tema original del álbum donde en lugar de decir "si tú me quisieras", dice "si tú me pinches quisieras".

## Certificaciones
| País (organismo certificador) | Certificación    | Unidades certificadas |
| ----------------------------- | ---------------- | --------------------- |
| México (AMPROFON)             | 2x Platino + Oro | 150 000               |